# Triepeolus brunnescens
Triepeolus brunnescens là một loài Hymenoptera trong họ Apidae. Loài này được Cockerell & Sandhouse mô tả khoa học năm 1924.